# Demirkazık Dağı
Der Demirkazık Dağı ist der höchste Berg im Aladağlar (Taurusgebirge) im Süden der Türkei.
Der Demirkazık Dağı besitzt eine Höhe von 3756 m. Er befindet sich im Landkreis Çamardı der Provinz Niğde. Der Berg befindet sich innerhalb des Aladağlar-Nationalparks. Am Demirkazık Dağı kommt es regelmäßig zu Unfällen beim Bergsteigen. Mitte 2012 betrug die Gesamtzahl der tödlich verunglückten Bergsteiger der letzten 56 Jahre 18. Die Zeitung Günaydın Adana vom 6. Juni jenes Jahres nannte den Demirkazık den „Todesberg“ und nannte die Namen der Toten.